# قائمة مدن باكستان
هذه قائمة بالمدن الموجودة في دولة باكستان.

## المُحافظات

### بلوتشستان
- قائمة بمدن بلوتشستان

|                                 |             |             |                       |                |              |           |                            |             |        |        |                          |                        |
| الاسم:                          | كويته (01)  | خوزدار (02) | حي قلعة عبد الله (03) | توربات (04)    | سِبي (05)     |           |                            |             |        |        |                          |                        |
| سكان الحضر تعداد السكان: (2012) | 897,090     | 148 089     | 113 115 -جَمَن          | 83 475         | 80 767       |           |                            |             |        |        |                          |                        |
| صورة:                           |             |             |                       |                |              |           |                            |             |        |        |                          |                        |
| الاسم:                          | لسبيله (06) | زوب (07)    | كوادر (08)            | ناصيراباد (09) | جعفرباد (10) | 11) كولو) | المدن تعداد السكان: (2012) | 64 836 - حب | 56 772 | 44 592 | 38 405 - ديرا مراد جمالي | 37 894 - ديرا الله يار |

### خيبر باختونخوا
- قائمة بمدن خيبر باختونخوا

| أكبر بلديات خيبر باختونخوا من حيث تعداد السكان | أكبر بلديات خيبر باختونخوا من حيث تعداد السكان | أكبر بلديات خيبر باختونخوا من حيث تعداد السكان | أكبر بلديات خيبر باختونخوا من حيث تعداد السكان | أكبر بلديات خيبر باختونخوا من حيث تعداد السكان | أكبر بلديات خيبر باختونخوا من حيث تعداد السكان |
| ---------------------------------------------- | ---------------------------------------------- | ---------------------------------------------- | ---------------------------------------------- | ---------------------------------------------- | ---------------------------------------------- |
| صورة:                                          |                                                |                                                |                                                |                                                |                                                |
| الاسم:                                         | بيشاور (01)                                    | مردان (02)                                     | أبوت آباد (03)                                 | مينجورا (04)                                   | كوهات (05)                                     |
| المدن تعداد السكان: (2012)                     | 1,814,557                                      | 952,135                                        | 412,032                                        | 401,014                                        | 502,587                                        |
| صورة:                                          |                                                |                                                |                                                |                                                |                                                |
| الاسم:                                         | بانو (06)                                      | صوابي (07)                                     | ديرا إسماعيل خان (08)                          | تشارزادا (09)                                  | نوشيرا (10)                                    |
| المدن تعداد السكان: (2012)                     | 415 018                                        | 311 871                                        | 305 414                                        | 203 432                                        | 132 025                                        |

### البنجاب
- قائمة بمدن البنجاب (باكستان)

| أكبر بلديات البنجاب من حيث تعداد السكان | أكبر بلديات البنجاب من حيث تعداد السكان | أكبر بلديات البنجاب من حيث تعداد السكان | أكبر بلديات البنجاب من حيث تعداد السكان | أكبر بلديات البنجاب من حيث تعداد السكان | أكبر بلديات البنجاب من حيث تعداد السكان | أكبر بلديات البنجاب من حيث تعداد السكان |               |
| --------------------------------------- | --------------------------------------- | --------------------------------------- | --------------------------------------- | --------------------------------------- | --------------------------------------- | --------------------------------------- | ------------- |
| صورة:                                   |                                         |                                         |                                         |                                         |                                         |                                         |               |
| الاسم:                                  | لاهور (01)                              | فيصل آباد (02)                          | راولبندي (03)                           | ملتان (04)                              | جوجرانوالا (05)                         | سرجودها (06)                            | راجان بور(07) |
| المدن تعداد السكان: (2012)              | 10,052,000                              | 4,052,871                               | 3,205,414                               | 2,903,432                               | 2,600,653                               | 1,405,110                               |               |
| صورة:                                   |                                         |                                         |                                         |                                         |                                         |                                         |               |
| الاسم:                                  | بهاوالبور (07)                          | سيالكوت (08)                            | شيخوبورا (09)                           | كوجرات (10)                             | جهانج (11)                              | ساهوال (12)                             |               |
| المدن تعداد السكان: (2012)              | 1,215,018                               | 1,011,871                               | 805,414                                 | 793,432                                 | 780,653                                 | 743,981                                 |               |

### السند
- قائمة بمدن السند

| أكبر بلديات السند من حيث تعداد السكان | أكبر بلديات السند من حيث تعداد السكان | أكبر بلديات السند من حيث تعداد السكان | أكبر بلديات السند من حيث تعداد السكان | أكبر بلديات السند من حيث تعداد السكان | أكبر بلديات السند من حيث تعداد السكان |
| ------------------------------------- | ------------------------------------- | ------------------------------------- | ------------------------------------- | ------------------------------------- | ------------------------------------- |
| صورة:                                 |                                       |                                       |                                       |                                       |                                       |
| الاسم:                                | كراتشي (01)                           | حيدر آباد (السند) (02)                | سوكور (03)                            | لاركانا (04)                          | نوابشة (05)                           |
| تعداد سكان الحضر: (2012)              | 24,205,339                            | 3,478,367                             | 893,438                               | 456,544                               | 272,598                               |
| صورة:                                 |                                       |                                       |                                       |                                       |                                       |
| الاسم:                                | ميربور خاس {06}                       | جاكوب آباد {07}                       | شيكاربور {08}                         | خيربور {09}                           | دادو                                  |
| تعداد السكان: (2012)                  | 242,887                               | 200,815                               | 177,682                               | 146,179                               | 145,719                               |

## شبه مقاطعة / أقاليم المستقلة

### جلجيت بالتستان
- جيلجيت
- سكاردو
- غانجش
- شيجار
- ماخان بورا
- أقدرداس
- سومو
- ناجار
- جوبي
- جولتاري

### آزاد جامو وكشمير
- مظفر آباد
- ميربور
- بهيمبر
- كوتلي
- راوالاكوت
- باغ
- جاتلان

### المناطق القبلية الخاضعة للإدارة الاتحادية
- باراشينار، كورام
- باره
- دارا آدم خيل
- غلام خانا مهرابور
- جامرود
- خار
- لاندي كوتال
- لاسكاثان
- ماكين
- مير علي
- ميران شاه
- أليزاي
- رازماك
- سده
- وانه

### إقليم العاصمة إسلام آباد
| صورة:                |            |
| الاسم:               | إسلام آباد |
| تعداد السكان: (2012) | 1,889,249  |